# Benecko
Benecko (německy Benetzko, krkonošským nářečím Nebesko) je krkonošská obec, nacházející se na Jilemnicku, v severovýchodní části okresu Semily. Žije zde přibližně 1 100 obyvatel.

## Části obce
- Benecko
- Dolní Štěpanice
- Horní Štěpanice
- Mrklov
- Rychlov
- Štěpanická Lhota
- Zákoutí
- Žalý

## Historie
Těžiště osídlení beneckého regionu se postupem času přesunovalo podle převládajících ekonomických aktivit. Původním historickým centrem osídlení byly Horní Štěpanice – sídlo, vzniklé v podhradí hradu Štěpanice. První zmínky o něm jsou datovány rokem 1304, kdy byl hrad založen Janem z Valdštejna jako potvrzení první fáze kolonizace krajiny. Poslední archeologické nálezy ale ukazují ještě starší osídlení, potvrzující Balbínovu domněnku, že místo bylo osídleno již v roce 1254 Jindřichem z Valdštejna. Horní Štěpanice měly až do roku 1524 městský status. Hrad byl definitivně opuštěn roku 1524, dle materiálů z roku 1543 je již uváděn jako pustý.
Benecko je prvně zmiňováno roku 1628 jako Benešsko, tedy sídlo Benešovo. Dalším výkladem vzniku jména je místní legenda o poustevníkovi řádu sv. Benedikta, který sídlil poblíž Jindrovy skály, v místech, kde nyní stojí kaplička, zasvěcená ale sv. Hubertovi.
Další části obce byly osídlovány v 17.–18. století postupně (jako poslední byly osídleny Žalý a Zákoutí), osídlením podle vody. Atypické je, že ani jedna z obcí nevytvořila náves. Vsi byly spravovány jako rustikální s výjimkou Benecka, které jako jediné bylo vsí dominikální. Obyvatelstvo, na rozdíl od většiny Krkonoš převážně české, se zabývalo převážně zemědělstvím a ručním tkalcovstvím, v některých částech obce i domácí výrobou bižuterie. Ke zlomu došlo až s rozvojem turistiky a zimních sportů koncem 19. století.
V meziválečném období zažil region významný nárůst turistického ruchu, během kterého příliv relativně bohatých turistů přinesl hospodářský rozvoj. Ten přerušila nacistická okupace a následná poválečná násilná kolektivizace a masové znárodnění prosperujících živností. Část místní podnikatelské elity (Augustin Kubát, Bohumil Rychtr, Václav Petrák) byla v rámci politického procesu s údajnými velezrádci a špiony v roce 1952 odsouzena k dlouhodobým trestům odnětí svobody a propadnutí majetku. Až do konce osmdesátých let se benecký region stal střediskem odborářské rodinné rekreace, mnoho provozoven zchátralo, bylo změněno v podnikové chaty nebo zcela zaniklo. Další vlna prosperity se projevila po roce 1989 s restitucí znárodněného majetku.
Právo užívat znak a vlajku bylo obci uděleno rozhodnutím Poslanecké sněmovny Parlamentu České republiky dne 12. dubna 1994.

## Obyvatelstvo
| Rok            | 1869  | 1880  | 1890  | 1900  | 1910  | 1921  | 1930  | 1950  | 1961  | 1970  | 1980  | 1991  | 2001  | 2011  | 2021  |
| -------------- | ----- | ----- | ----- | ----- | ----- | ----- | ----- | ----- | ----- | ----- | ----- | ----- | ----- | ----- | ----- |
| Počet obyvatel | 3 183 | 3 125 | 2 947 | 2 989 | 2 884 | 2 389 | 2 181 | 2 072 | 1 365 | 1 276 | 1 171 | 1 075 | 1 141 | 1 090 | 1 071 |
| Počet domů     | 357   | 383   | 374   | 384   | 391   | 397   | 410   | 423   | 369   | 357   | 339   | 533   | 566   | 587   | 584   |

## Obecní správa a politika

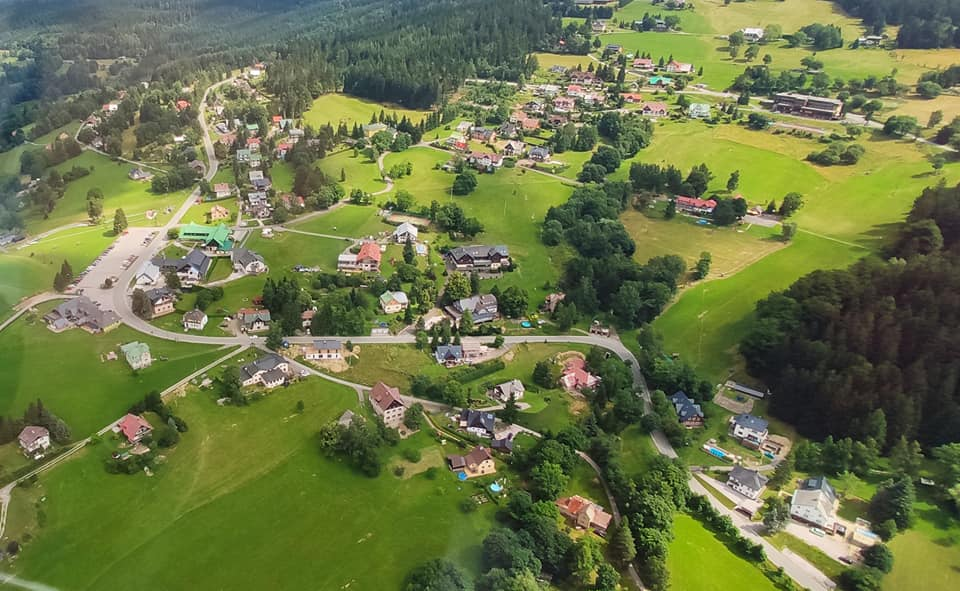
Benecko v létě - letecký snímek, zahrnující prakticky celé Benecko a část Lhoty Štěpanické

Poválečné Benecko spravoval Místní národní výbor. Ten byl v roce 1990 nahrazen Obecním zastupitelstvem. Prvním beneckým starostou byl v tomto období zvolen MVDr. Miloš Gerstner, který tuto funkci vykonával až do roku 2010. V letech 2010–2018 byl starostou obce Ing. Jaroslav Mejsnar.

## Ekonomika

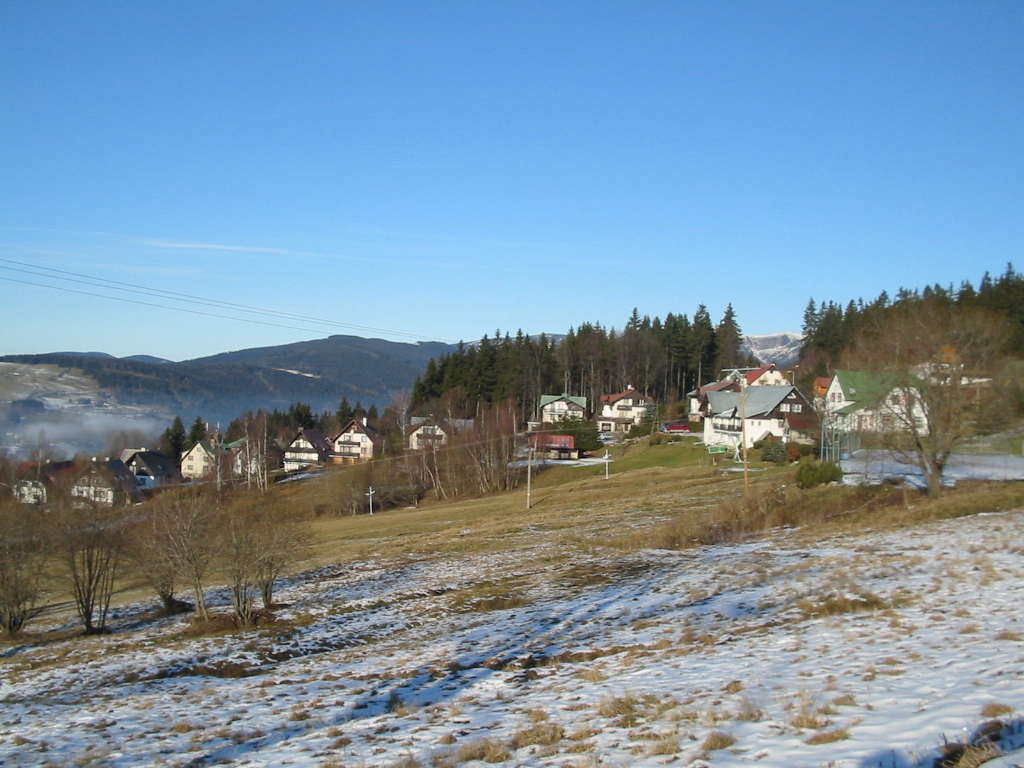
Značnou oblibu má ubytování v soukromí – pohled na řadu soukromých penzionů

Ekonomická aktivita obyvatelstva regionu prošla celou řadou změn. Až do padesátých let 20. století byla jednou ze základních aktivit zemědělská malovýroba doplněná chovem dobytka, kterou ale období kolektivizace odsunulo na vedlejší kolej. Prvotní osídlení území bylo dále tvořeno dřevaři, uhlíři a horníky (opuštěná horní díla se nacházejí v Dolních Štěpanicích a na Mísečkách, které ale již nepatří ke katastru obce Benecko). S vyčerpáním ložisek uhlí a kovů se těžiště ekonomické aktivity přesunulo k těžbě dřeva, sklářství a textilní výrobě (přadláctví a tkaní).
Tkaní na ručních stavech se na Benecku zachovalo až do meziválečného období, poslední dva ruční tkalci Matěj Pochop a Bořivoj Kubát zemřeli v osmdesátých letech dvacátého století. Umístění ručních stavů ovlivnilo i místní architekturu roubených domů s velkou centrální „sednicí“, prosvětlenou z jihu a východu. Větší tkalci měli osazeno až šest stavů a zaměstnávali námezdní dělníky – podruhy, přičemž na výrobě se podílela celá rodina. Děti soukaly cívky, ženy připravovaly přízi a muži obsluhovali stavy. Hotové dílo směňovali u zadavatelů (faktorů) za materiál a odměnu. Ruční tkalcovství v oblasti Benecka dosáhlo vysoké technologické úrovně – tkána byla jemná plátna pro výrobu ložního prádla a kapesníkovina.

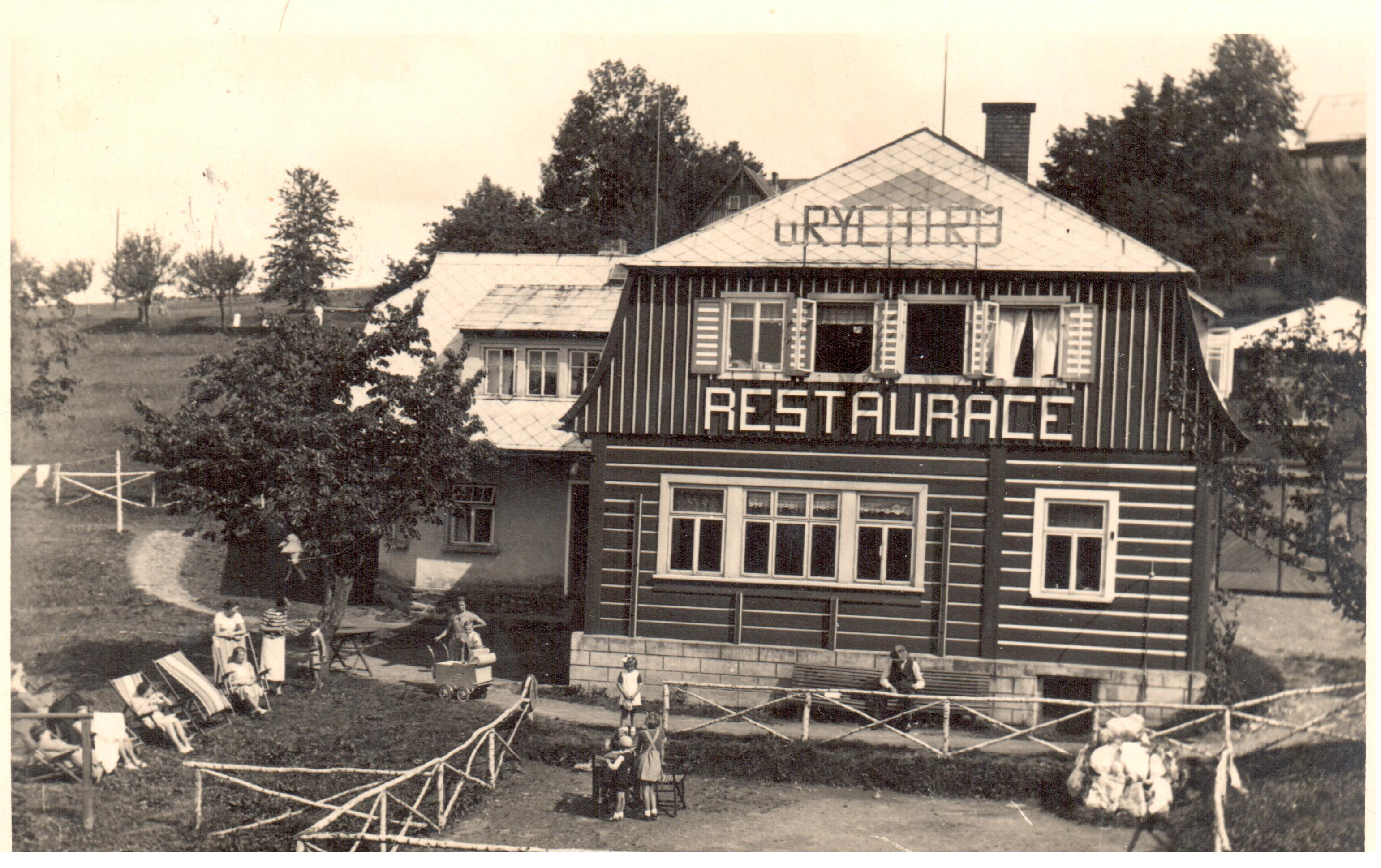
Jedna z prvních tradičních bud na Benecku v roce 1934

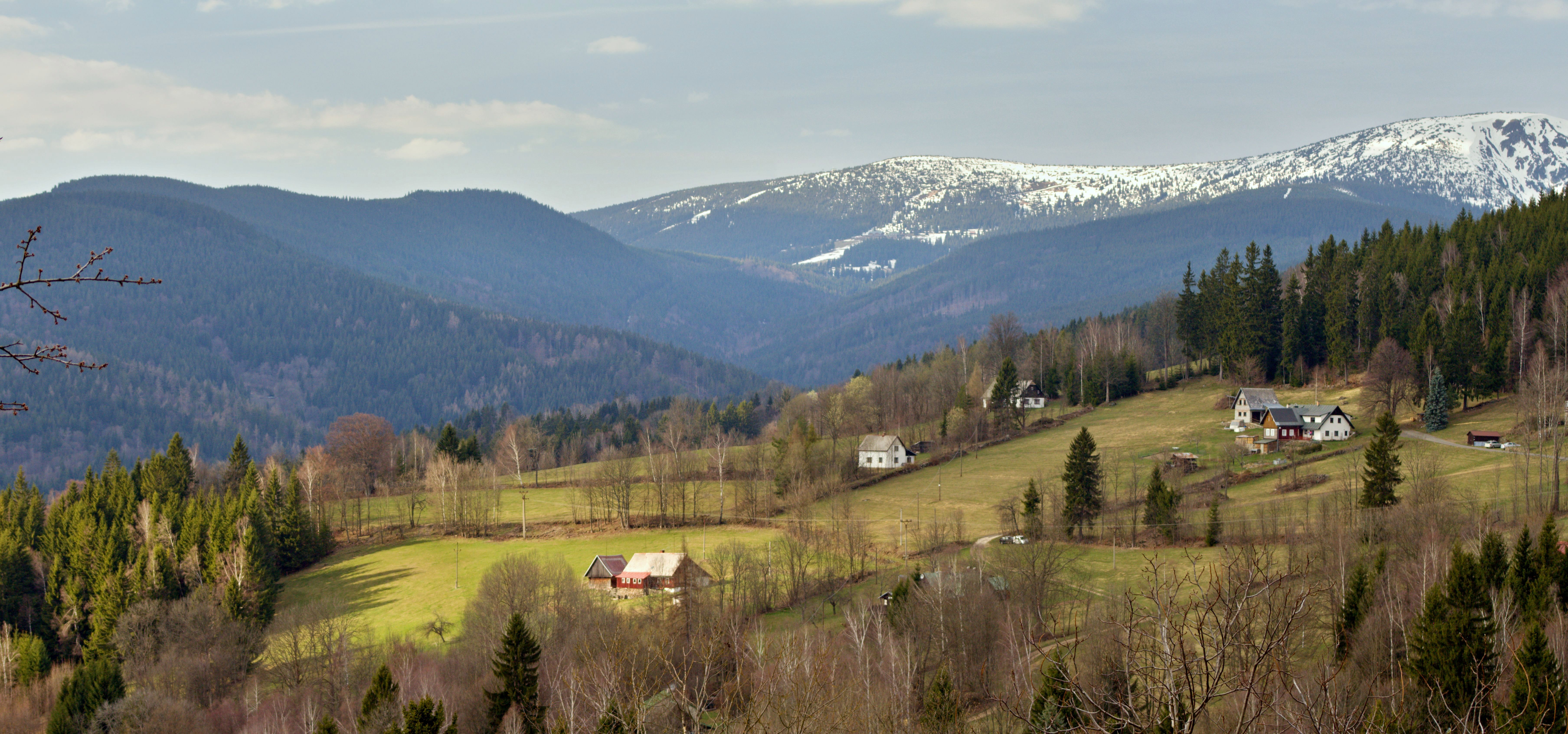
Benecko, osada Levínek a Kotel

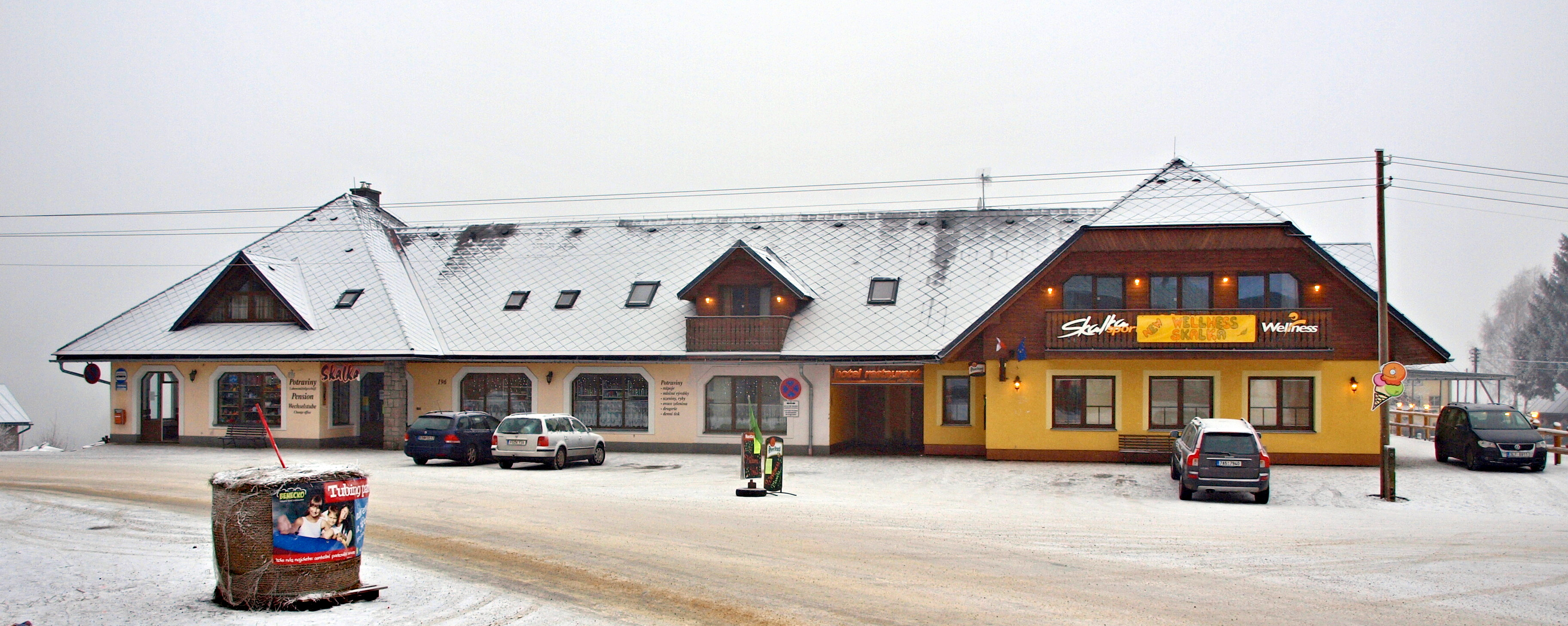
Obchod a restaurace v centru obce

Další krajově specifickou aktivitou bylo sklářství a zejména korálkářství. Skleněné polotovary z vyfouknutých trubiček zpracovávaly zejména ženy. Polotovar se rozřezával na ručních strojcích (po případném předchozím obarvení) a korále se buď třídily do obalů, nebo se z nich zpracovávaly ozdoby a štrass. V Mrklově se korálkářství zachovalo až do osmdesátých let 20. století a zaniklo až s úmrtím Marie Vágnknechtové, poslední mrklovské korálkářky.
Zemědělství se v regionu zaměřovalo převážně na pěstování brambor, lnu, žita a ovsa a výrobu sena, zejména ve vyšších partiích. Z ovocných stromů plodí pouze otužilejší odrůdy jabloní, hrušní a třešní. Nedílnou součástí chalup byla i hospodářská část s chlévem, seno bylo skladováno na půdě. Obilniny byly sváženy do údolních mlýnů, umístěných podél potoka Cedronu a v západní části Benecka na Levínku. Po kolektivizaci v 50. letech došlo k postupnému vymizení zemědělské malovýroby a v současné době v regionu působí pouze několik samostatně hospodařících rolníků. Část pozemků obhospodařuje Farma Benecko, vzniklá transformací části Státního statku Vysoké nad Jizerou. Dle některých názorů ale snížení využití zemědělské půdy přispělo k návratu původní druhové bohatosti flóry. Velká část pracovníků v zemědělství našla zaměstnání v průmyslové výrobě ve spádových obcích (Jilemnice, Vrchlabí).
Současné Benecko je orientováno takřka výhradně na turistický ruch a související aktivity. Tomu odpovídá i infrastruktura (hustá síť hotelů, penzionů a soukromých ubytovacích zařízení, lyžařské školy, půjčovny vybavení, čtyřsedačková lanovka, hustá síť lyžařských vleků), průmysl je zastoupen ojediněle, drobnými řemeslníky, významnějšími podniky v katastru obce jsou firmy Delfi a Korapet v Dolních Štěpanicích, případně cestmistrovství Správy a údržby silnic Libereckého kraje na rozhraní katastrů Dolních Štěpanic a Hrabačova. Ekonomická aktivita obyvatelstva směřuje převážně do terciární sféry v podpoře cestovního ruchu. Podle studie Strategie udržitelného rozvoje cestovního ruchu na Benecku a okolí 2007 – 2013  představuje Benecko v rámci krkonošského regionu významnou destinaci cestovního ruchu. Studie akcentuje jedinečný přírodní charakter obce, širokou nabídku služeb a dobré možnosti pro aktivní trávení volného času. Zároveň zmiňuje ustálený potenciál návštěvnosti odhadem 345 000 přenocování ročně. To odpovídá (při uvažované délce pobytu jednoho týdne) návštěvě 45 000 návštěvníků ročně. Oficiální kapacita ubytovacích míst činila v roce 2007 2350 lůžek, faktická kapacita je ale vyšší o lůžka, poskytovaná v rámci ubytování v soukromí.

## Dopravní dostupnost
Na rozdíl od dalších krkonošských obcích ve vrcholových partiích Krkonoš a jejich podhůří je Benecko průjezdnou obcí. Ve směru do Jilemnice obcí prochází silnice III/28624 (přes Mrklov) a silnice III/28626 (přes Benecko) do Vrchlabí. Obec je dále spojena asfaltovanými obecními a účelovými komunikacemi s Vítkovicemi v Krkonoších, Špindlerovým Mlýnem a Poniklou a je protkána relativně hustou sítí místních komunikací. Vzhledem k nadmořské výšce obce je v zimním období část komunikací náročná na řidičské dovednosti přijíždějících.
Obec je cílovou pro autobusové linky z Vrchlabí (4 páry spojů) a Jilemnice (5–10 párů spojů), přímé spoje do/z Prahy v pátek, sobotu a v neděli byly zrušeny. V prázdninovém období obcí projíždí denně dva páry cyklobusů na transkrkonošské trase Malá Úpa – Harrachov.

## Kultura
Navzdory relativně odlehlé poloze vůči kulturním centrům patřil benecký region k místům s bohatým kulturním životem. Na přelomu 19. a 20. století působilo v obci několik ochotnických spolků, které se v případě potřeby náročnější inscenace sdružovaly. Ochotnické scény působily v Dolních Štěpanicích (jeviště v sále sokolovny), v Mrklově (sál v hostinci U Bubeníků, kde bylo později umístěno i kino s projektorem 16mm filmů), ve Lhotě Štěpanické (hostinec Na sále, jméno hovoří samo za sebe, hostinec vyhořel v sedmdesátých letech) a na Benecku (sál v hotelu Kubát, přírodní lesní scéna).
Přímo na Benecku působil divadelní soubor v období od roku 1919 do roku 1947 s přestávkou v činnosti po dobu okupace. Hlavní zásluhy na činnosti spolku (který formálně působil v rámci činnosti TJ Sokol) měli František Gottstein a František ("Máslař") Fajstavr, mezi herci vynikali učitel Václav Hraba jako herec komických rolí, čtveřice dcer Fajstavrových nebo Anežka Rychtrová. Soubor využíval přírodní jeviště na sokolském cvičišti nad školou, které promyšleným systémem skládacích židlí a trojmístných lavic poskytovalo až 300 míst, další návštěvníci mohli představení sledovat z okolního přírodního amfiteátru. V předválečném období soubor využíval i scénu v blízkém hotelu Kubát.
Tradice ochotnického divadla v poválečných letech postupně upadala, v současné době je udržována zejména zásluhou rodiny Gerstnerů (Miloš Gerstner nejstarší je autorem řady divadelních her, Miloš Gerstner starší byl místostarostou obce a zapáleným divadelníkem).
V regionu na přelomu století působila celá řada hudebních těles, převážně dechovkového rázu, výjimkou ale nebyla ani tělesa, zabývající se vážnou hudbou (například na Benecku působící Kapela Bedřicha Škody se smyčcovou sekcí). Kromě běžného působení (taneční zábavy, pohřby, slavnostní příležitosti) fungovala tato tělesa i jako doprovod ochotnického divadla a pořádala i samostatné koncerty. V poválečném období se těžiště hudební činnosti přeneslo k souborům a skupinám, hrajícím převážně taneční hudbu a stalo se krátkodobou, generační záležitostí.
Krajina v okolí Benecka byla považována za zajímavou pro výtvarné umělce. Ve dvacátých letech se Benecko stalo módním mezi pražskými krajináři (František Cína Jelínek, František Karel Hron), kteří v hotelu Vyhlídka trávili dlouhá tvůrčí období. V regionu působil i František Kaván. V současnosti se krajinářství věnuje zejména Miloš Gerstner starší.
Benecký (či striktně řečeno mrklovský) dialekt krkonošského nářečí se širokými samohláskami a zdvojenou výslovností některých souhlásek (mejllo, honně) oddělených hiátem, inspiroval řadu spisovatelů – příkladem je štěpanický řídící Josef Šír. Zásluhou pražských turistů je (mírně zkarikovaná) věta „V Mérklouje pérší na smérkový pérkýnko“, správně vysloveno „U Merklouje perší na smerkový perkýnko“ jistým etalonem beneckého dialektu.

## Turistika

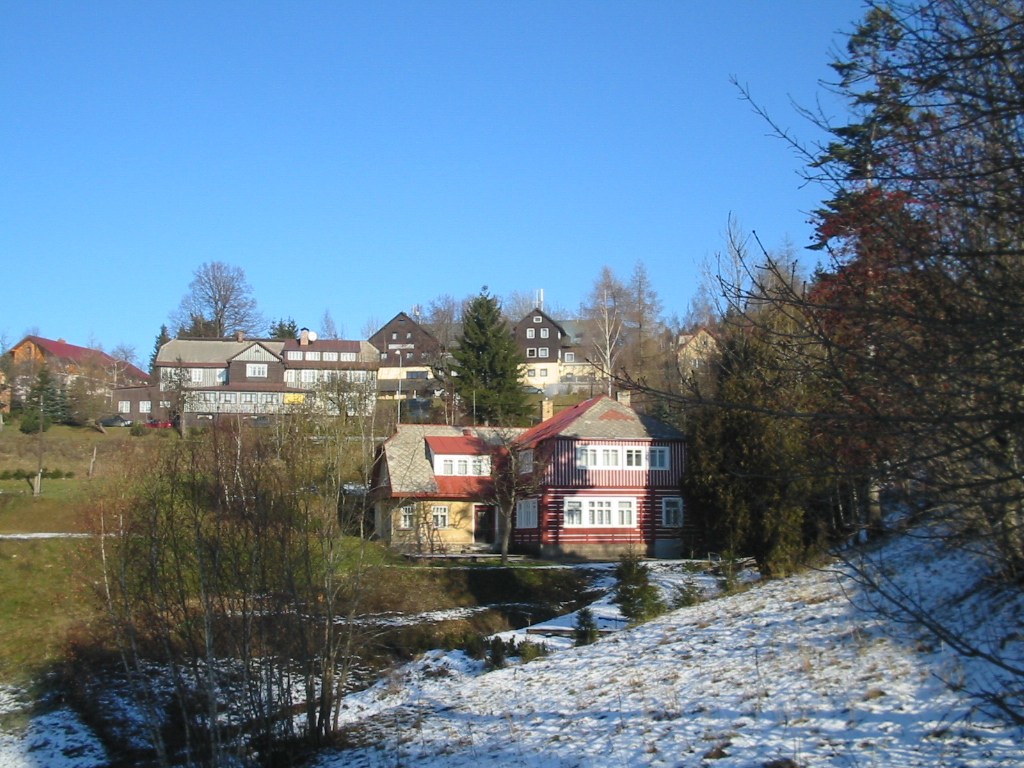
Rekreace a turistický ruch jsou významným zdrojem příjmů obce – klasické krkonošské „boudy“ (shora dolů Krakonoš, Martinova, Rychtrova)

Nástup turistické obliby Benecka byl dán rozšířením obliby lyžování. První lyže v regionu byly vyrobeny na pile v Dolních Štěpanicích sekerníkem Vondrákem z bukového dřeva podle vzoru skijí lesníků hraběte Harracha. Tento typ se ale v podmínkách kopcovitého terénu příliš neujal pro svoji váhu a další výrobci lyží (Faistaurer, Erlebach) již volili spíše dřevo jasanové. Tyto lyže si oblíbili též norští instruktoři lyžování, kteří v rozvoji tehdy módního sportu na Benecku sehráli významnou úlohu. Na rozvoj zájmu o lyžování zareagoval Český Ski klub, který na Benecku zakoupil chalupu jako základnu pro své členy. Podle jejího vzoru začaly vznikat i další ubytovny, boudy a hotely. Hrabětem Harrachem byl zřízen hotel Zlatá Vyhlídka, rodina Kubátova vybudovala hotel Kubát. Mezi významné podnikatele patřili Ludvík Erlebach (Martinova bouda), Bohumil Rychtr (Rychtrova bouda), či Antonín Faistauer (hotel Krakonoš). Rozvoji turistického ruchu napomohla i Harrachem zřízená rozhledna na vrchu Žalý s připojenou restaurací. Restaurace později během okupace vyhořela a byla obnovena až v roce 2008.
Rekreace na Benecku byla populární mezi středostavovskými rodinami a tato popularita přetrvala i v poválečném období. Benecko tak pravidelně (často na celé prázdniny) navštěvovaly rodiny Loosových (Ivo Loos byl jedním z architektů budovy Transgasu) nebo Vlasta Fialová se synem Jiřím, leteckým konstruktérem. Benecko si oblíbila i rodina skladatele Petra Ebena nebo herci Milan Cieslar, Jiří Bartoška či Jaromír Hanzlík. Cestovní kancelář Rekrea vypravovala na Benecko autobusy na střídání turnusů vždy v neděli, během sezóny se jednalo vždy o dva až tři autobusy současně. Oblibě Benecka napomohli i účastníci lyžařských kursů (sedmé třídy ZDŠ, druhé ročníky středních škol a první ročníky VŠ) a škol v přírodě.

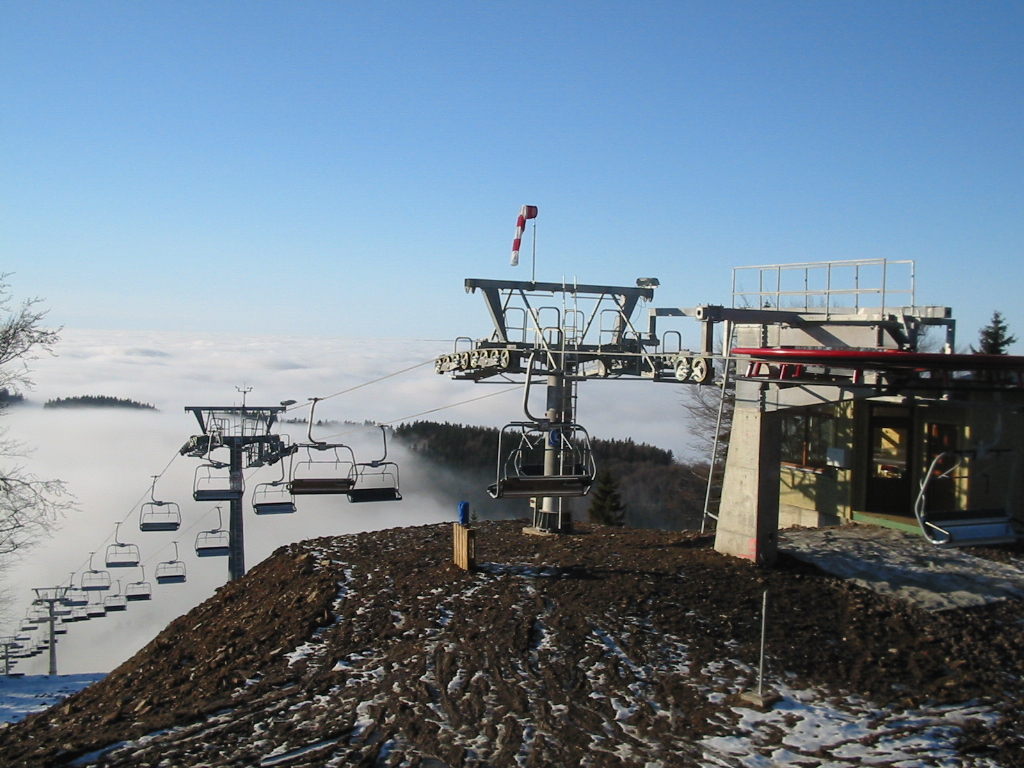
Nová čtyřsedačková lanovka

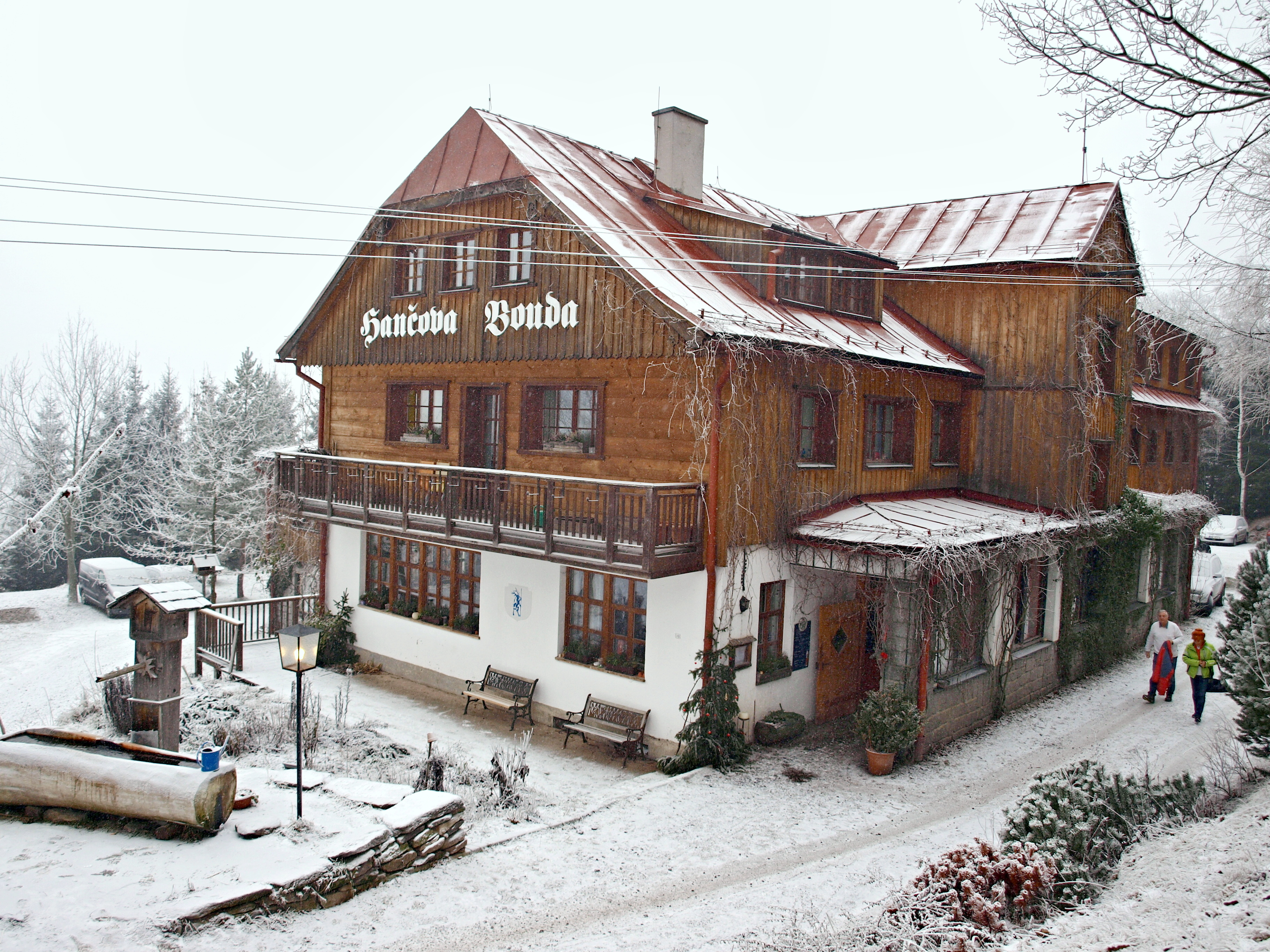
Hančova bouda

## Sport
V šedesátých letech 20. století byly na Benecku vybudovány první lyžařské vleky – 328 metrů dlouhý kotvový vlek z Transporty Chrudim (údajně experimentální konstrukce, mnohokrát na místě upravovaný Zdeňkem Kovářem a Miloslavem Jeriem) na Šlohnerově kopci a 750 metrů dlouhý vlek Kejnos, v roce 2006 nahrazený moderní čtyřsedačkovou lanovkou. V šedesátých letech bylo vybudováno také dvojdílné koupaliště s přilehlým rekreačně sportovním areálem, které bylo v provozu až do poloviny osmdesátých let. Areál byl dlouho využíván pouze jako požární nádrž, vedla se jednání o jeho znovuzprovoznění. Ta vyústila v rozsáhlou rekonstrukci nádrže a výrazné zvětšení akumulovaného objemu vody, který má umožnit kvalitnější zasněžování přilehlého lyžařského areálu Kejnos/Liška. O letním využití ke koupání není rozhodnuto vinou složité legislativy.
V současné době benecký skiareál zahrnuje 10 lyžařských vleků v délce od 115 do 800 metrů, převážně pro technicky méně zdatné lyžaře a začátečníky, sedačkovou lanovku a dva skiparky pro středně pokročilé. Část skiareálu a sportoviště v areálu Skalka fungují i v letních měsících. Od srpna 2019 je na Benecku v provozu singltrekový okruh o délce 1300 metrů, vybudovaný silami obce. Okruh je s nízkou obtížností, nachází se v centru obce nedaleko od hotelu Kubát. Používání okruhu není zpoplatněno.
Benecko je působištěm Hančova sportovního klubu, který provozuje sjezdový areál HSK na Šlohnerově kopci, lesní hřiště a kluziště a organizuje celou řadu již tradičních sportovních podniků, z nichž nejznámější je přespolní běh kolem Benecka a Žalého Kalcouskej tumel (memoriál Káji Pavlíka).
Na Benecku jsou dva fotbalové týmy, a to mužský a ženský oddíl. Muži bojují v okresní soutěži a ženy dokonce ve III. lize pod vedením známého fotbalového stratéga Jiřího Urbance.
Technicky náročný úsek silnice 28626 z Prakovic k centrálnímu parkovišti je využíván k závodům do vrchu. První z nich se jel již v roce 1982 pod patronací Svazarmu, s postupem času v úrovni mistrovství ČSSR. Poslední závod této úrovně se konal v roce 1989. Tradici závodů do vrchu obnovil v roce 1996 Otakar Krámský, který sponzorsky přispěl k rekonstrukci tratě. Pořádání závodů budilo kontroverze, aktuálně se závod jede jako součást Edda cupu a je vedením obce podporován.

## Pamětihodnosti
- zřícenina Valdštejnova hradu v Dolních Štěpanicích
- farní kostel Nejsvětější Trojice v Horních Štěpanicích (empírový, jednolodní). První písemná zmínka o kostele je z roku 1352, současnou podobu získal v roce 1812 dostavěním věže. Pozdně barokní presbyterium pochází z roku 1796.
  - gotická socha Madony z 15. století
  - cínová křtitelnice ze 17. století
  - valdštejnské náhrobní kameny pravděpodobně ze 16. století
- Hronova chalupa čp.67, s bohatě zdobeným a členitým štítem. Budovu od roku 1908 užíval akademický malíř František Karel Hron
- pozdně barokní budova fary z roku 1783 s roubenou farní stodolou (Benecko čp.1)
- Pamětní deska spisovatele Josefa Šíra na Jindrově skále, osazena roku 1945 (věnovaná vydavatelem Šírových spisů Josefem Krbalem z Vrchlabí)
- Pamětní deska s podobiznou průkopníka turistiky a lyžování Jana Buchara na budově školy v Dolních Štěpanicích
- krčkové roubenky v Horních Štěpanicích a na Benecku, zděné z příčně řezaných špalků, nikoliv z trámů (například Benecko čp.3, 9, 18, Horní Štěpanice 3, 4)
- usedlost U buku (Benecko čp.20), částečně roubená chalupa na velmi vysoké podezdívce, pravděpodobně z roku 1722, s roubenou stodolou
- kamenná rozhledna na vrchu Žalý
- památný strom Ambrožův smrk na Levínku, sz. od Benecka (50°40′32″ s. š., 15°32′20″ v. d.)
- kaple svatého Huberta

## Rodáci z oblasti Benecka
- Jaroslav Cardal (1919–2010) – mrklovský rodák, reprezentant ČSR a ČSSR v běhu na lyžích, olympionik
- Miloš Gerstner (1915–2006) – benecký rodák, divadelník, pedagog, národopisec a folklorista, specializující se na krkonošský region
- Bohumil Hanč (1886–1913) – benecký rodák, propagátor lyžařství v Krkonoších, běžec na lyžích
- Josef Hanuš (1862–1941) – štěpanický rodák, český literární historik, první děkan Filosofické fakulty a rektor University Komenského v Bratislavě
- Josef Jan Hanuš (1911–1992) – československý a britský stíhací pilot RAF
- Anna Hanušová (1886–1975) – štěpanická rodačka, průkopnice ženského lyžování
- Josef Kraus – štěpanický rodák, průkopník závodního lyžování, jeden z vedoucích závodníků přelomu 19. a 20. století
- Matěj Pochop (1901–1984) – benecký rodák, písmák, jeden z posledních krkonošských ručních tkalců
- Bohumil Rychtr (1893–1982) – benecký rodák, písmák, první soukromý benecký hoteliér, politický vězeň
- Vladimír Slavínský (1890–1949) – štěpanický rodák, herec, básník, scenárista, režisér a filmový podnikatel
- Šárka Strachová roz. Záhrobská (* 1985) – benecká rodačka, reprezentantka ČR v alpském lyžování
- Antonín Vondrák – autor konstrukce prvních průmyslově vyráběných lyží krkonošského regionu

## Osobnosti spojené s Beneckem
- Jan Buchar (1859–1932) – řídící učitel v Dolních Štěpanicích, propagátor lyžařství, čestný občan Benecka
- Vladimír Hraba (1901–1949) – grafik a krajinář, řídící učitel na Benecku
- František Karel Hron (1874–1928) – malíř, lyžař, čestný občan Benecka
- Pavel Šír – OK1AIY, zasloužilý mistr sportu v radioamatérských pásmech VHF a UHF, přední konstruktér radioamatérských zařízení, autor knihy Radioamatérské konstrukce pro mikrovlnná pásma
- Robert Turka (1882–1934) – ředitel první české školy ve Vrchlabí, autor knihy Práva státního jazyka v obcích s německou nebo polskou většinou, čestný občan Benecka
- Lenka Husáriková (1975) česká výtvarná umělkyně žijící a tvořící v Horních Štěpanicích

## Galerie

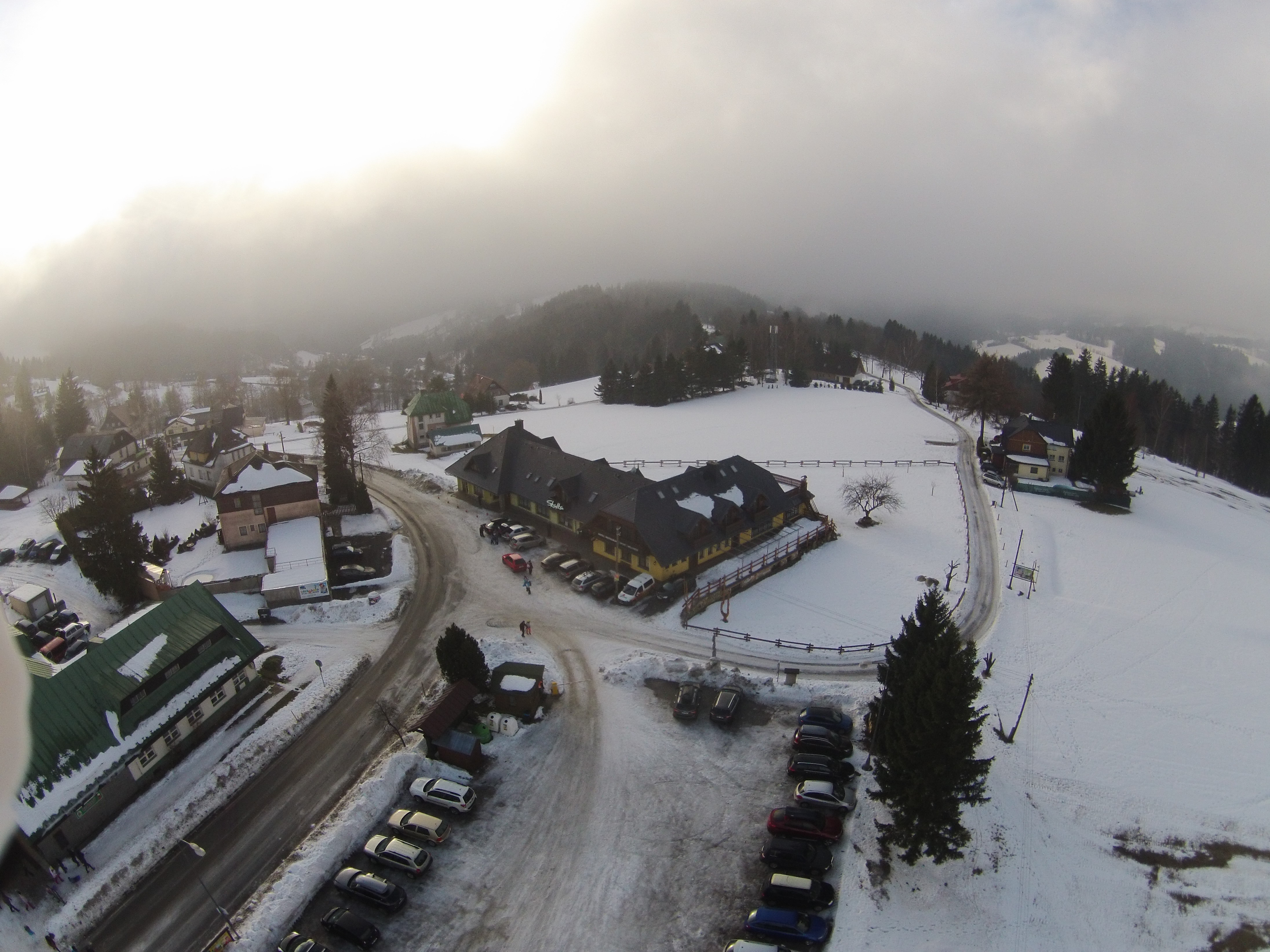
Benecko z výšky
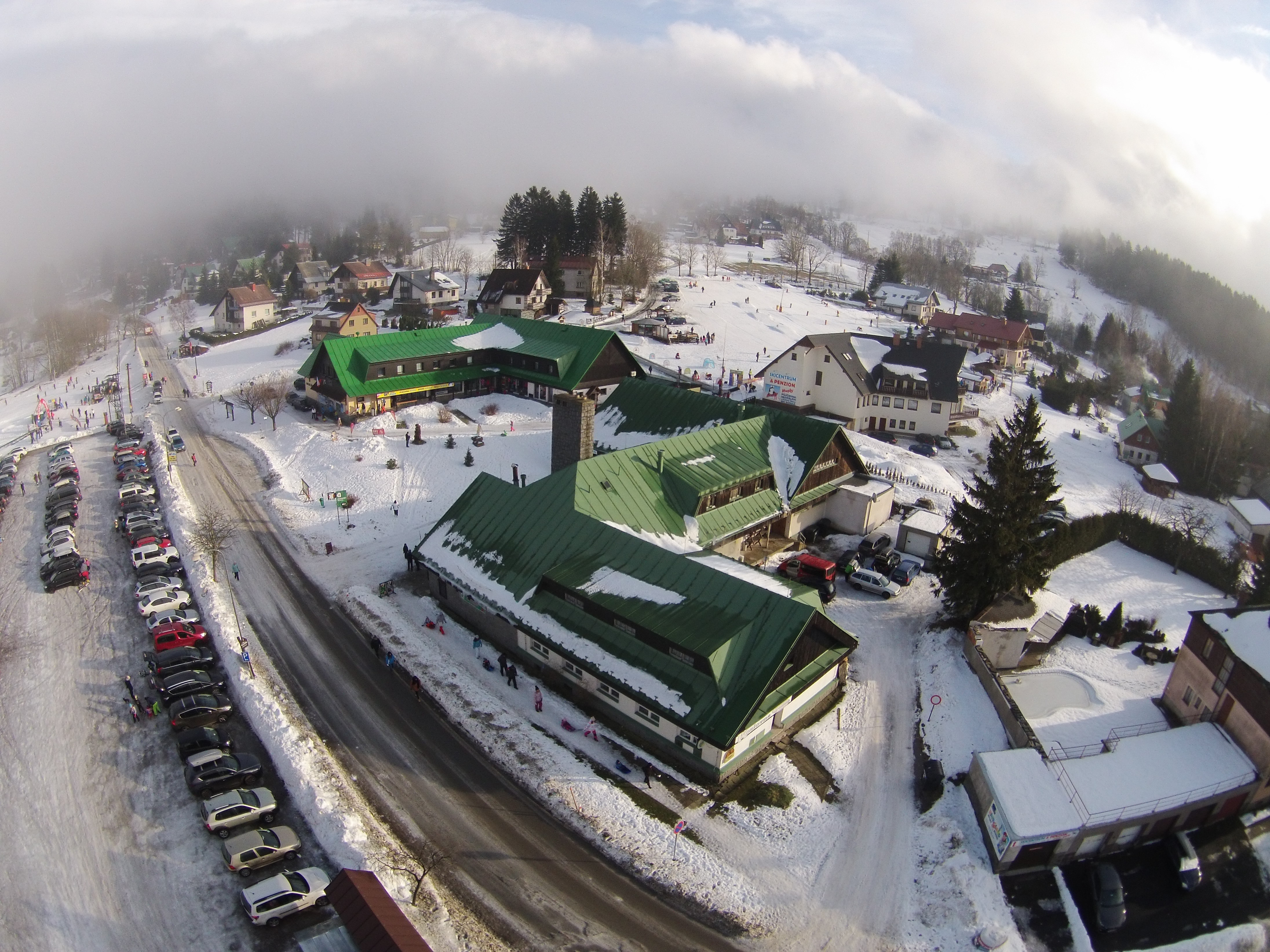
Benecko z výšky
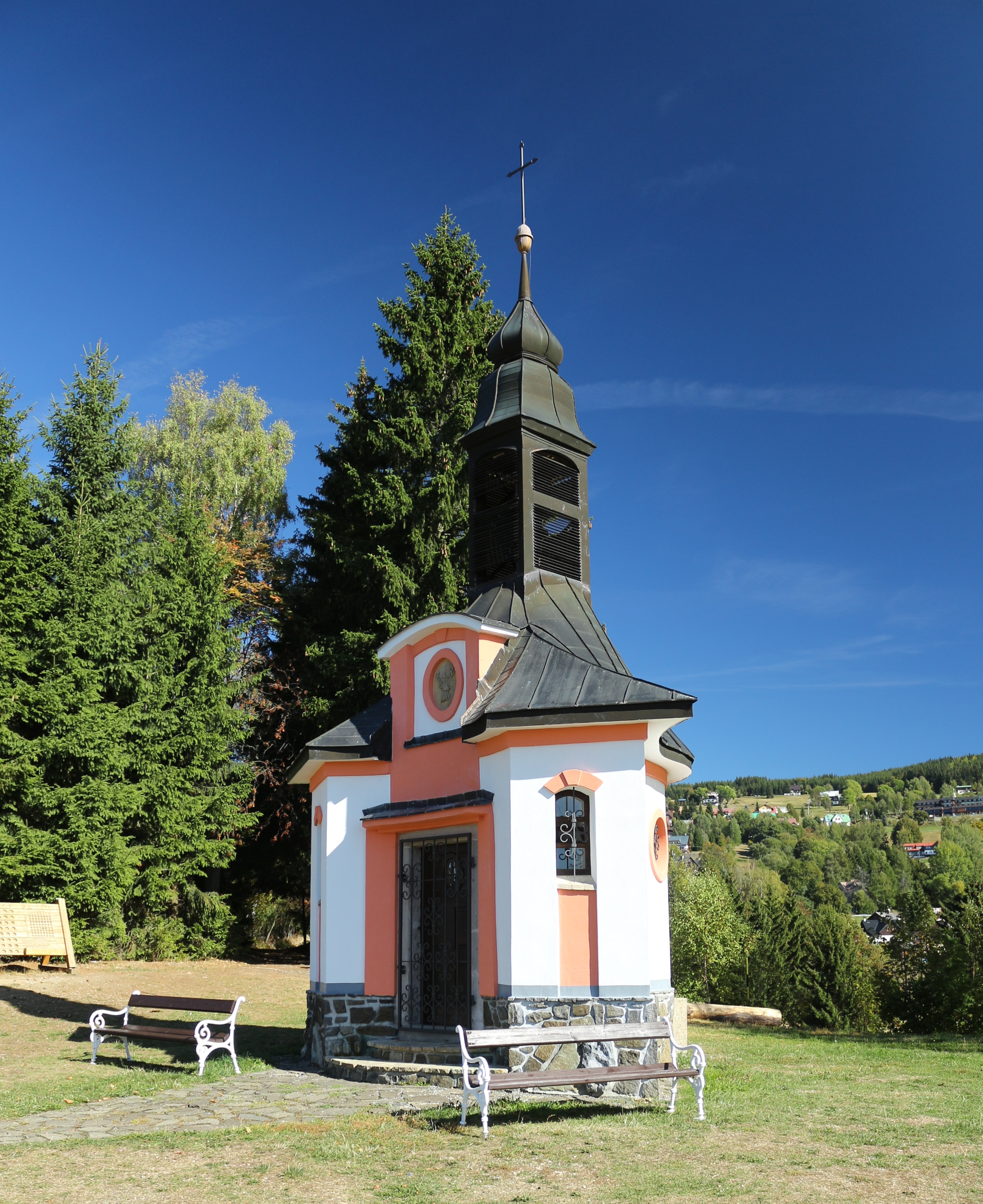
Kaplička svatého Huberta
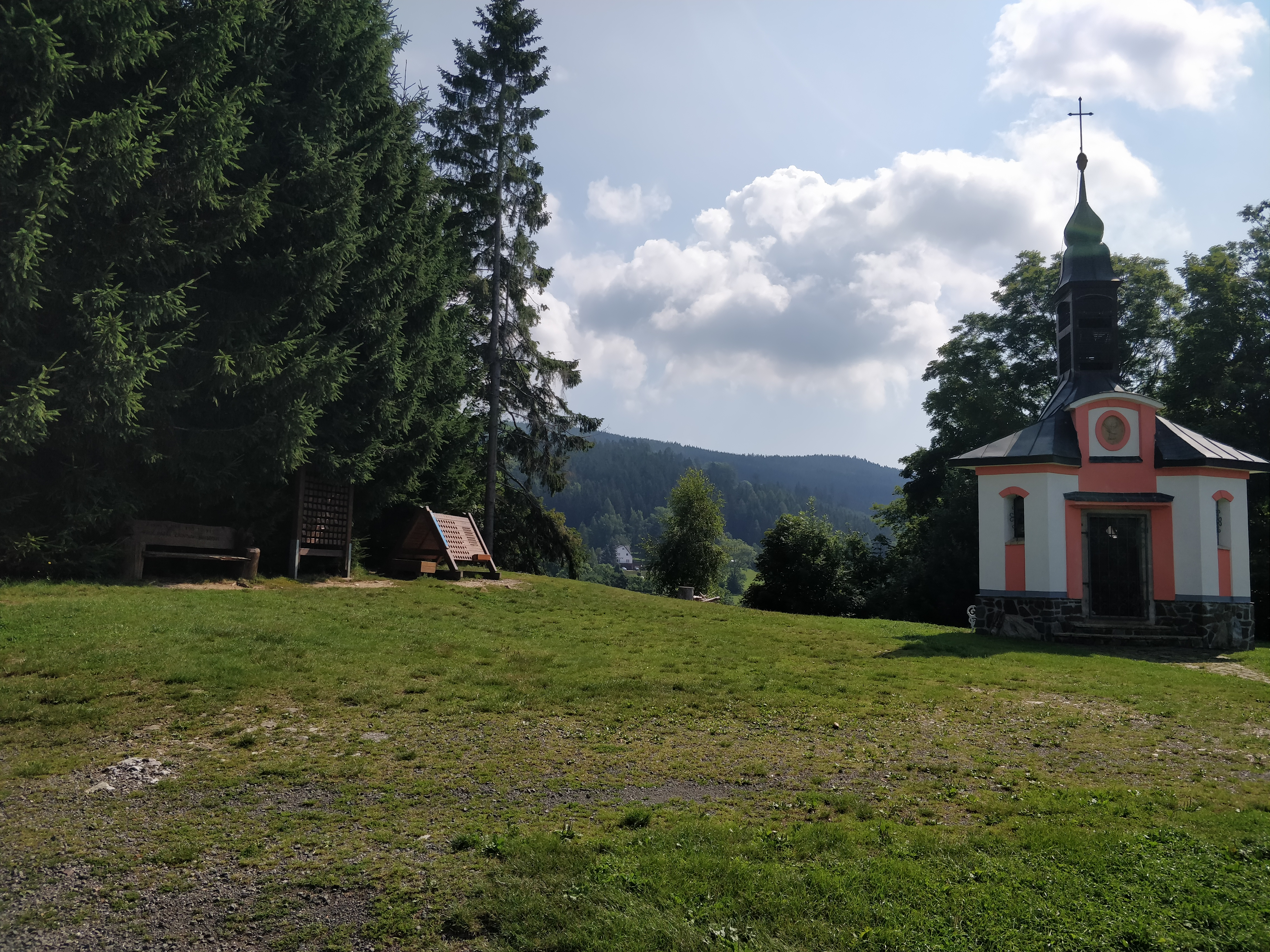
Areál kapličky sv. Huberta na Benecku - zastávka Lufťákovy stezky